# Nancy Dussault
Nancy Dussault (Pensacola, 30 giugno 1936) è un'attrice statunitense, attiva in campo teatrale, televisivo e cinematografico.

## Carriera
Ha debuttato a Broadway come rimpiazzo di Mary Martin in Tutti insieme appassionatamente, a cui è seguito Do Re Mi (1960; candidata al Tony Award alla miglior attrice non protagonista in un musical e vincitrice del Theatre World Award), Bajour (1964; candidata al Tony Award alla miglior attrice protagonista in un musical), Side By Side By Sondheim (1977) ed Into the Woods (2002). Ha recitato con successo anche in varie produzioni regionali, tra cui Carousel (New York, 1966), South Pacific (Jones Beach, 1969), Follies (Michigan, 1988), Candide (Los Angeles, 1995), L'opera da tre soldi (ACT, 1999) e Sunday in the Park with George (Los Angeles, 2007). Attiva anche in campo televisivo, vinse un Premio Emmy nel 1969.

## Filmografia

### Cinema
- Una strana coppia di suoceri (The In-Laws), regia di Arthur Hiller (1979)

### Televisione
- Le pazze storie di Dick Van Dyke (The New Dick Van Dyke Show) – serie TV, 47 episodi (1971-1973)
- Vicini troppo vicini (Too Close for Comfort) – serie TV, 129 episodi (1980-1987)
- La signora in giallo (Murder, She Wrote) – serie TV, episodio 4x05 (1987)